# Марсел Дюшан
Марсел Дюшан (на френски: Marcel Duchamp; р. 28 юли 1887 г. – п. 2 октомври 1968 г.) е френски художник и теоретик на изобразителното изкуство. Считан е за една от най-влиятелните фигури в изкуството на 20 век заради оригиналността на идеите му. Творчеството на френския художник най-често се свързва със сюрреализма и дадаизма. През 1912 г. въвежда термина ready made. Творчеството му, въпреки че е скромно по обем, оказва съществено влияние върху формирането на такива направления в изкуството от втората половина на 20 век, като поп-арт, минимализъм, концептуално изкуство, и др.

## Биография

### Детство
Роден е в семейство със седем деца, едно от които е починало малко след раждането си. Четири от децата стават прочути художници: Марсел, Жак Вийон (Гастон Дюшан, 1875 – 1963) и Раймон Дюшан-Вийон (1876 – 1916), а също и сестра им Сузана Дюшан-Кроти (1889 – 1963).
Любовта си към изкуството те дължат на дядо си по майчина линия – Емил Никола, пенсиониран художник и гравьор. Цялата къща била пълна с негови произведения. Баща им дал на децата си пълна свобода при избора на професия, без да настоява да наследят неговата. Както и по-големите му братя, от 10-а до 17-а си година Марсел учи в лицей в Руан. Не бил отличен ученик, но му се удавала математиката и дори на няколко пъти печелил ученически конкурси по тази дисциплина. През 1903 г. печели първия си конкурс по изобразително изкуство.
Започва да се увлича от рисуването сериозно на 14-годишна възраст. От това време са запазени негови потрети на сестра му Сузана. Първите живописни платна на Дюшан (пейзажи в духа на импресионизма, рисунки) са датирани към 1902 г. През 1904 г. той пристига в Париж, намира си квартира в Монмартър, опитва се да се запише в Академия Жулиан, но скоро изоставя лекциите. Живописта му от този период е подражателска, следва ту Пол Сезан, ту фовизма на Анри Матис. През 1909 г. негови творби биват включени в Есенния салон, а Гийом Аполинер ги коментира в своя обзорна статия за салона.

## Галерия
- „Фонтан“ (1917), фотография Алфред Стиглиц
- Етикет на „Belle Haleine: Eau de Voilette“ (1921)